# محطة هوب كريك للطاقة النووية
محطة هوب كريك للطاقة النووية هي محطة للطاقة النووية الحرارية تقع في بلدة لوايز كريك بولاية نيو جيرسي بالولايات المتحدة، بالقرب من محطة سالم للطاقة النووية.

## نبذة
تحتوي المحطة على وحدة واحدة (مفاعل واحد) من نوع مفاعل الماء المغلي تم تصنيعها بواسطة شركة جنرال الكتريك، تم تصميم المجمع لوحدتين، ولكن تم إلغاء الوحدة الثانية في عام 1981.
لدى المحطة قدرة توليد تبلغ 1,268 ميجاوات. تم تشغيل المحطة في 25 يوليو 1986، وهو مرخص للعمل حتى عام 2026.
في عام 2009، تقدمت الشركة المشغلة بطلب لتجديد الترخيص لمدة 20 عامًا، وتمت الموافقة على الطلب في عام 2011. يعد مجمع هوب كريك، الذي يبلغ إنتاجه الإجمالي 3,572 ميجاوات، أكبر منشأة لتوليد الطاقة النووية في شرق الولايات المتحدة وثاني أكبر منشأة على مستوى الدولة.

## معرض صور للمحطة

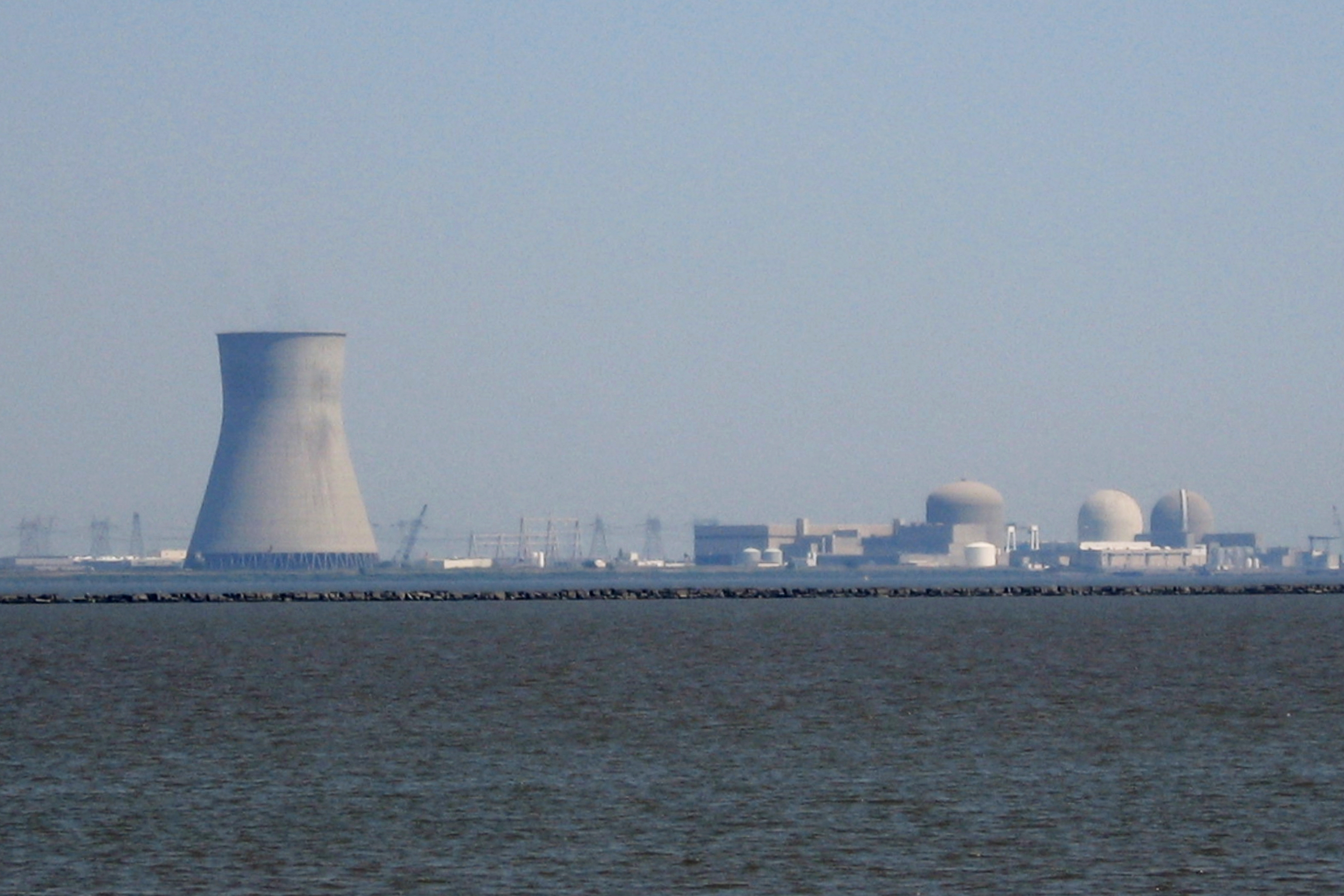
المجمع النووي
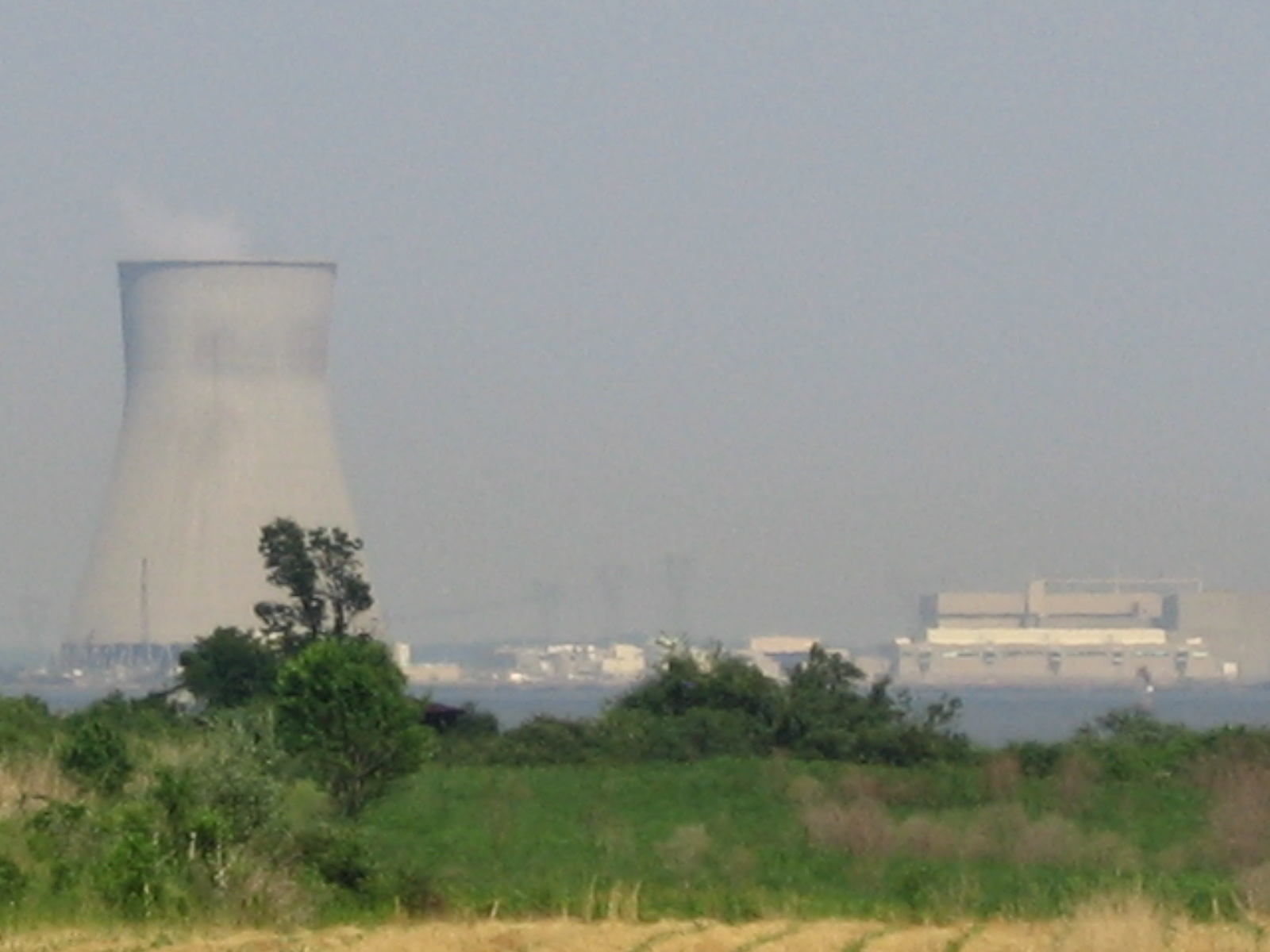
جزء من محطة هوب كريك للطاقة النووية
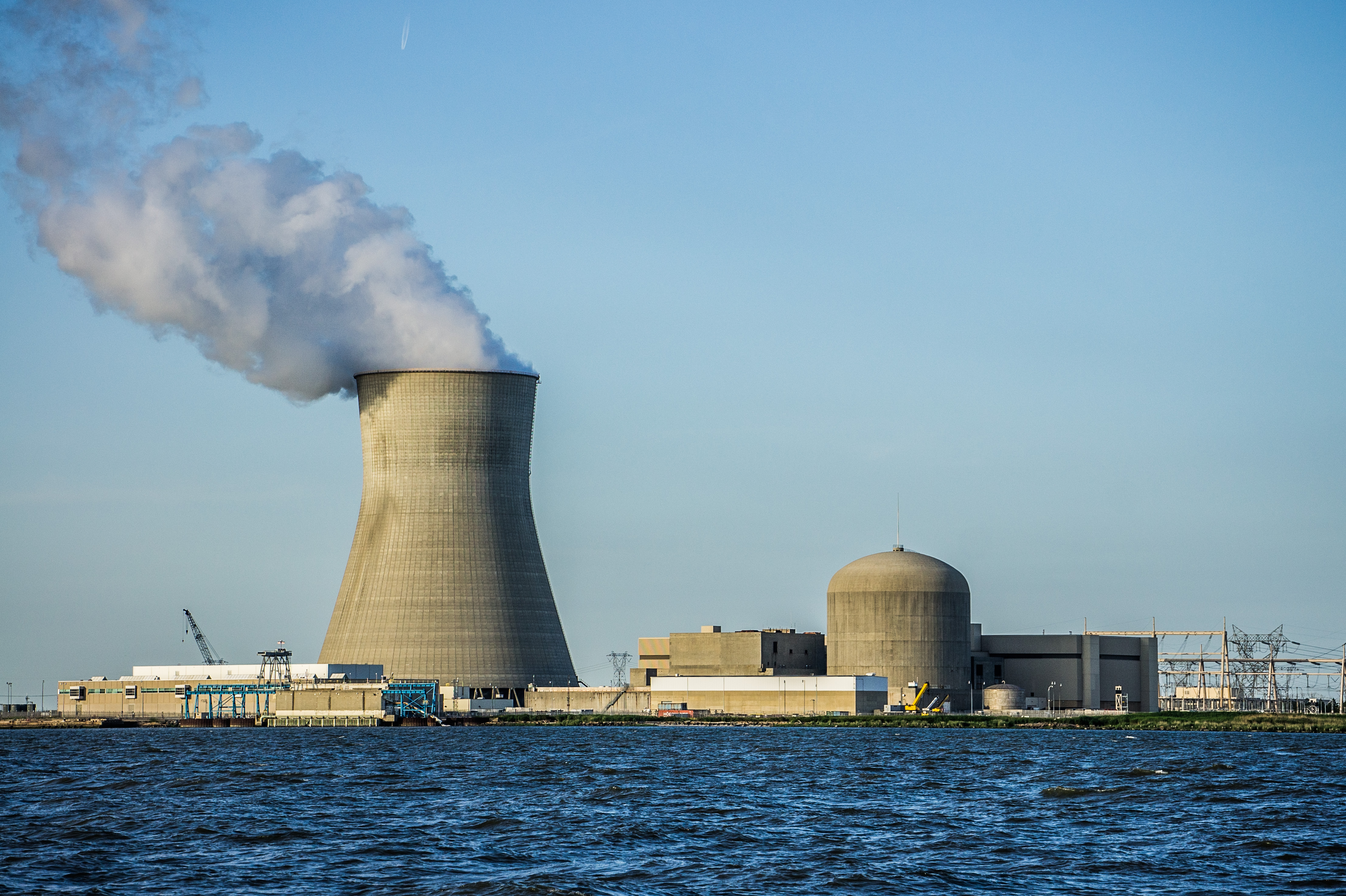
محطة هوب كريك لتوليد الطاقة النووية من نهر ديلاوير ، مايو 2012